# Palais Strudelhof

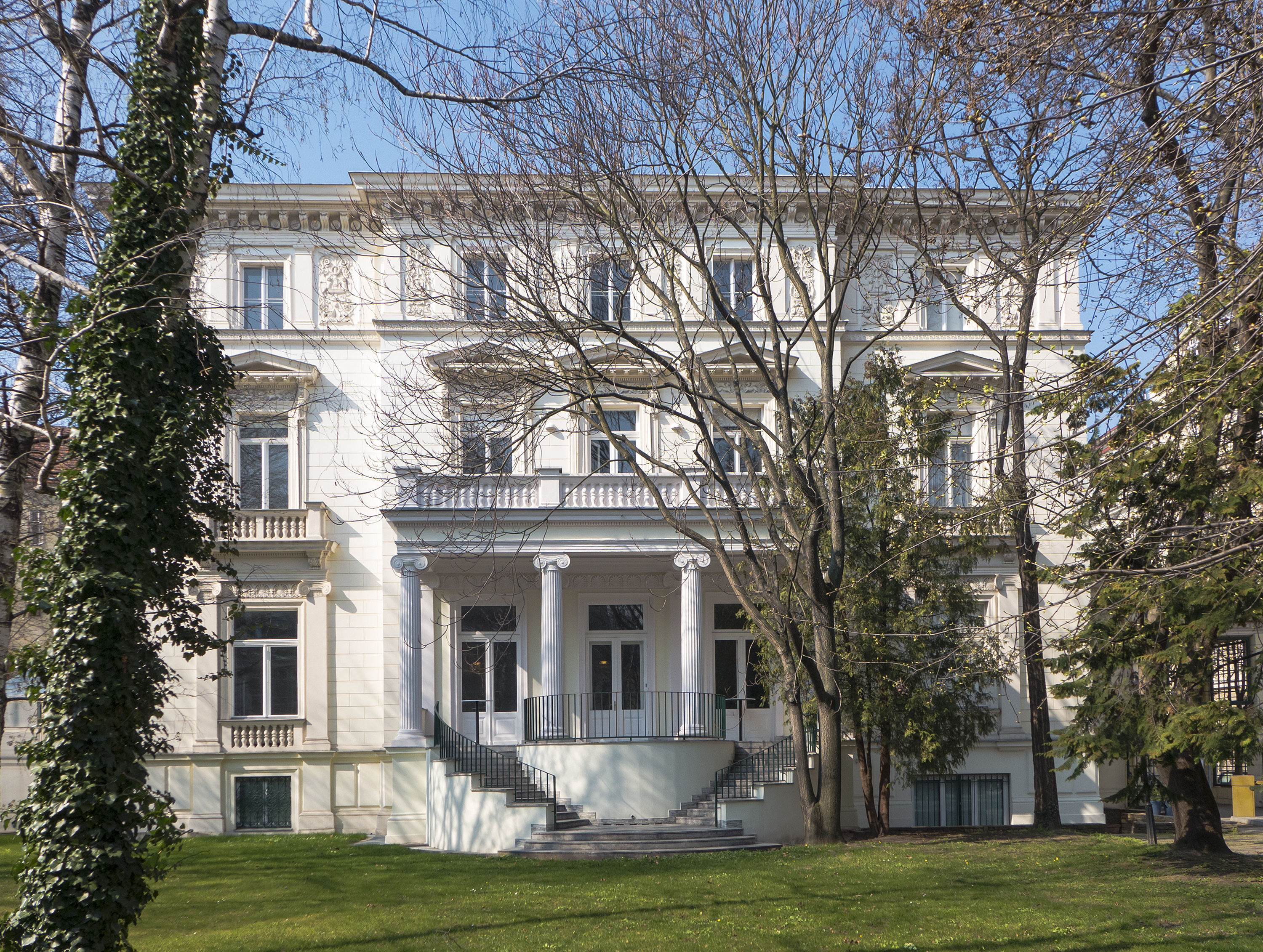
Palais Strudelhof

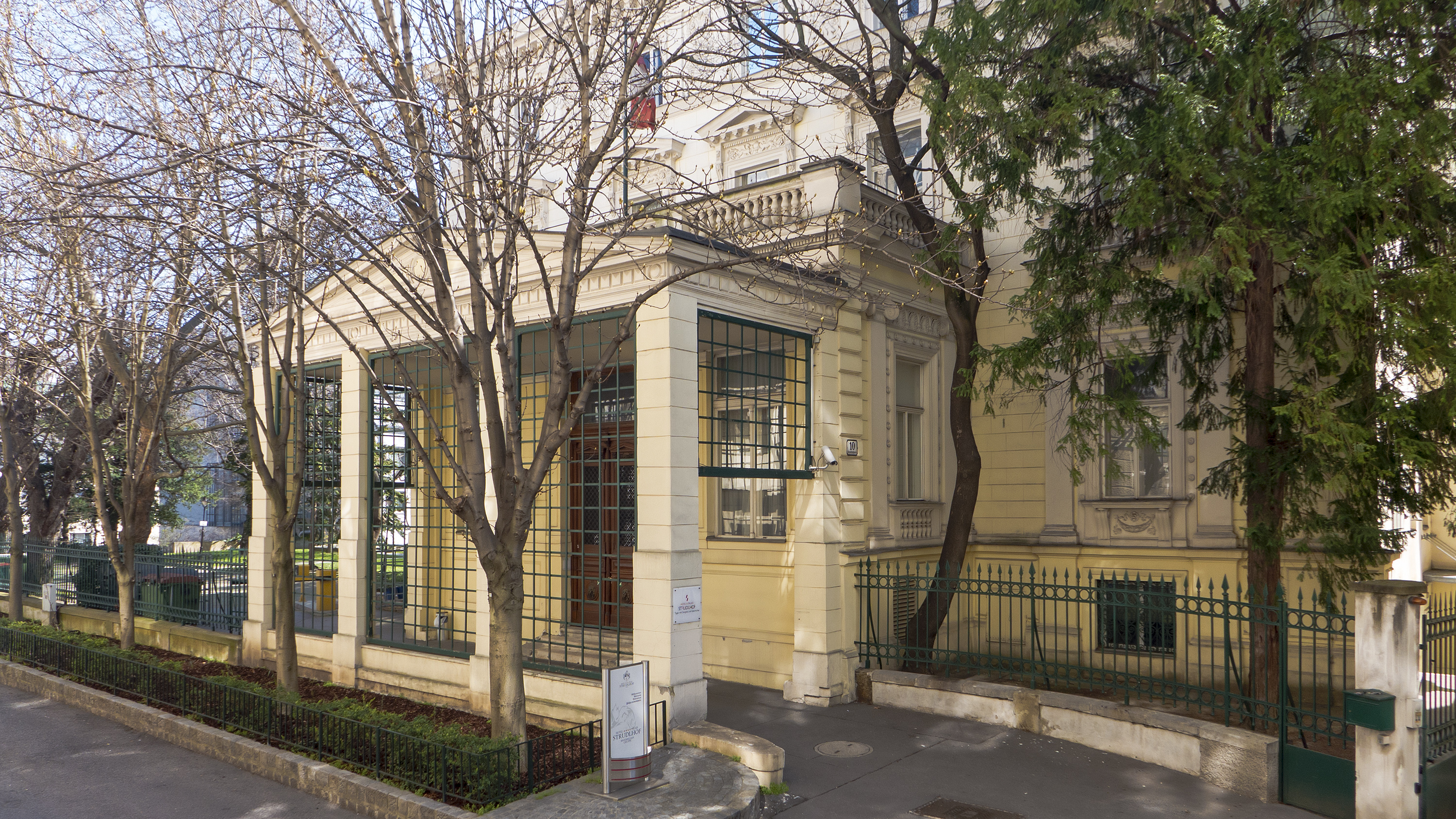
Der Eingang in der Strudlhofgasse 10

Das Palais Strudelhof ist ein Stadtpalais im 9. Wiener Gemeindebezirk, benannt nach dem Erbauer des Vorgängerbaus des heutigen Palais, Peter Strudel.
Der Strudelhof wurde 1690 auf dem Rücken des Schottenpoint im Auftrag des kaiserlichen Hof- und Kammermalers Peter von Strudel erbaut. Zum Bau hatte Strudel Grundbesitz vom ehemaligen kaiserlichen Hatschieren-Rottenmeister Roman Bernhard Tschagon und dessen Frau Maria Polyxena gekauft. Peter von Strudel wurde 1701 Reichshofrat und Direktor der Kunstakademie und starb 1714.
Seit 1713 wurde der Strudelhof als Pestspital verwendet und in den Kontumaz-Rayon einbezogen. 1718 kam er an einen Herrn namens Bonmartini, 1734 an Graf Leopold Kuefstein und nach dessen Tod wurde er 1759 von der Direktion des Spanischen Spitals im Auktionsweg erworben. Nach mehreren Besitzerwechsel wurde das Haus 1795 und 1873 abgerissen. Gegen Ende des 18. Jahrhunderts wurde ein neoklassizistisches Palais errichtet, das heute noch existiert und den Namen Palais Strudelhof behielt (1090 Wien, Strudlhofgasse 10). Daneben liegt die Strudlhofstiege, welche durch den Roman „Die Strudlhofstiege“ von Heimito von Doderer weithin bekannt geworden ist. Von 1784 bis 1788 waren das neu errichtete Findelhaus und eine Armenanstalt hier untergebracht. Schließlich erfolgte 1795 eine Aufteilung des Besitzes. Die Gartenanlagen wurden dem k.k. Waisenhaus einverleibt. Ein Teil des Strudelhofs fand als Zinshaus Verwendung, die anderen Teile samt der 1691 zu Ehren der Apostel Peter und Paul geweihten Hauskapelle wurden abgebrochen, um neuen Gebäuden Platz zu schaffen. Eine Sackgasse, 1802 durch Anpflanzung einer Kastanienallee verschönert, wurde Strudelhofgasse benannt.
Herzog Philipp von Württemberg (1838–1917) und seine Gemahlin Marie Therese (1845–1928), eine Tochter von Erzherzog Albrecht, kauften den Strudelhof als Wiener Stadtpalais. Sie hatten das große Palais am Kärntner Ring verkauft, welches nach einem Umbau rechtzeitig zur Wiener Weltausstellung 1873 als Hotel Imperial eröffnet wurde. Neben dem Strudelhof als Stadtresidenz besaß das hochadelige Paar noch eine Villa in Altmünster am Traunsee. Als der älteste Sohn des herzoglichen Paares, Herzog Albrecht (1865–1939), designierter Thronfolger im Königreich Württemberg wurde, zogen Herzog Philipp und Herzogin Maria Theresia nach Stuttgart. Sie verkauften deshalb 1906 den Strudelhof an den Botschaftsrat in St. Petersburg und späteren österreichischen Außenminister Leopold Graf Berchtold.
Im Palais wurde 1914 das Ultimatum an Serbien unterschrieben, das den Ersten Weltkrieg auslöste, und 1970 fanden darin die Abrüstungsgespräche zwischen der UdSSR und USA statt (SALT I). Bis es 1999 zum heutigen Konferenzpalais umgebaut wurde, wurde es als Botschaft von Katar genutzt.